# Gentianopsis ciliata
Gentianopsis ciliata är en gentianaväxtart. Gentianopsis ciliata ingår i släktet strandgentianor, och familjen gentianaväxter.

## Underarter
Arten delas in i följande underarter:
- G. c. blepharophora
- G. c. ciliata